# Agapetus kimminsi
Agapetus kimminsi är en nattsländeart som beskrevs av Ross 1956. Agapetus kimminsi ingår i släktet Agapetus och familjen stenhusnattsländor. Inga underarter finns listade i Catalogue of Life.